# Aeneator attenuatus
Aeneator attenuatus är en snäckart som beskrevs av Powell 1927. Aeneator attenuatus ingår i släktet Aeneator och familjen valthornssnäckor. Inga underarter finns listade i Catalogue of Life.